# Illustreret Nyhedsblad

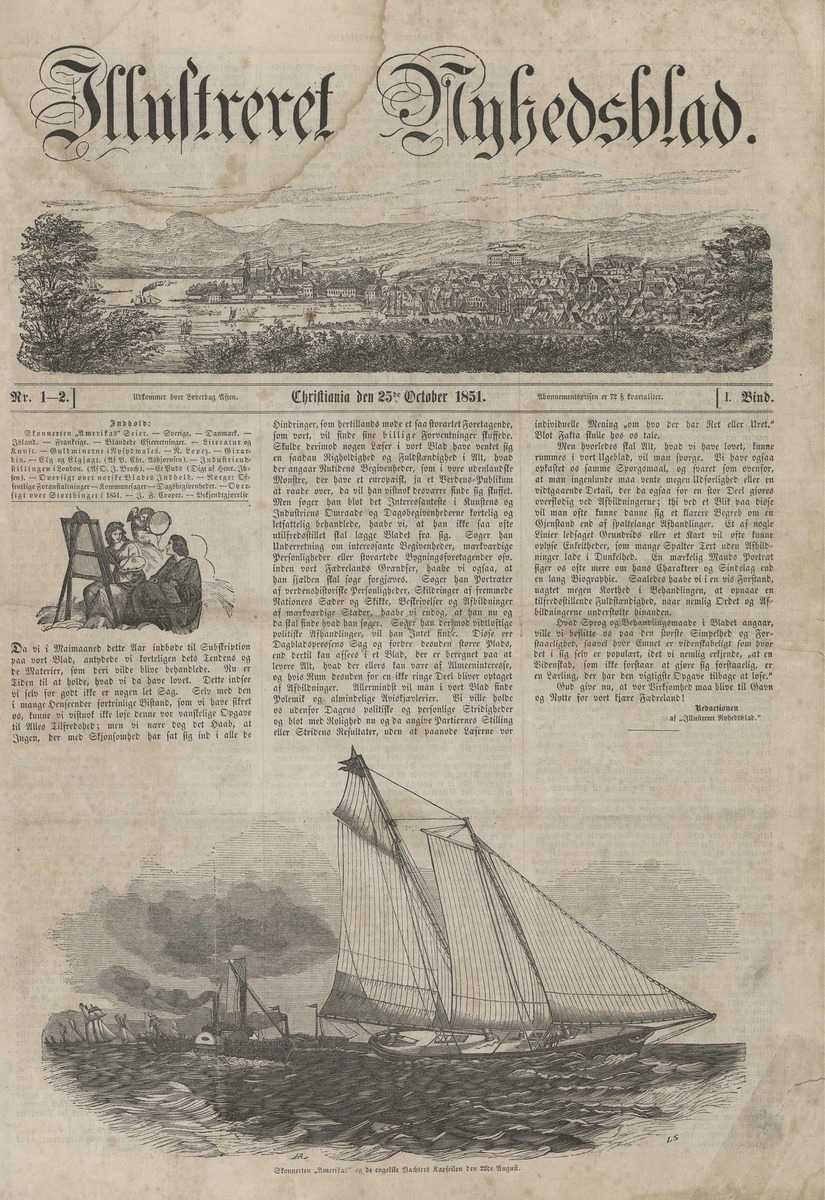
Illustreret Nyhedsblad, erste Ausgabe vom 25. Oktober 1851. Die Vignette zeigt die Ansicht von Christiania vom Ekeberg aus.

Illustreret Nyhedsblad war eine 1851–1866 in Kristiania (Oslo) erscheinende illustrierte Wochenzeitschrift unter der Redaktion von Paul Botten-Hansen, der „selbst wertvolle wöchentliche literarische Zusammenfassungen und biografische Artikel lieferte.“ Zahlreiche junge norwegische Schriftsteller veröffentlichten in diesem Blatt, u. a. Henrik Ibsen, Aasmund Olavsson Vinje, Bjørnstjerne Bjørnson, Camilla Collett und Jonas Lie. Ibsens Hærmændene paa Helgeland (Die Helden auf Helgeland, 1858) und Kjærlighedens Komedie (Komödie der Liebe, 1862) erschienen zum ersten Mal als Sonderhefte des Nyhedsbladet. „Die Zeitschrift war trotz ihres einst lebendigen, fesselnden und soliden Inhalts nie wirtschaftlich lebensfähig, genoss aber dennoch ein beachtliches Ansehen und wird von der Nachwelt als eine der reichsten Quellen für das Wissen über die norwegischen Verhältnisse jener Zeit betrachtet.“

## Geschichte
Die Zeitschrift wurde von dem in Polen geborenen Buchhändler Adam Alexander Dzwonkowski gegründet, nach  bereits länger bestehenden ausländischen Vorbildern wie Illustrated London News, L’Illustration und Illustrirte Zeitung. 1859 begann die dänische Illustreret Tidende, 1865 die schwedische Ny Illustrerad Tidning zu erscheinen. Mit dem Illustreret Nyhedsblad wurde das neue Konzept der „Illustrierten“ erstmalig auch in Skandinavien realisiert.
Um die Leser an sich zu binden, verloste der Verlag bis 1857 jährlich Geldbeträge an die Abonnenten. Dabei wurde eine Lücke im Gesetz vom 14. Juni 1851 ausgenützt, das Lotterien und Glücksspiele ansonsten verbot. 1858–1862 erhielten die Abonnenten stattdessen zusätzliche Hefte: 1858 bzw. 1862 die erwähnten Komödien Ibsens, in den Jahren dazwischen sogenannte Nytaarsgaven (Neujahrsgaben).
1855 wurde die Zeitschrift an eine Personengesellschaft verkauft, 1857 ging sie an den Drucker H. J. Jensen, in den frühen 1860er Jahren war sie im Besitz von Jonas Lie, zuletzt gehörte sie verschiedenen Buchhändlern. Das Illustreret Nyhedsblad „florierte finanziell nie“, konnte sich nicht auf Dauer gegen die Konkurrenz von Bjørnsons Norsk Folkeblad und der Illustreret Tidende behaupten und musste nach fünfzehn Jahren aufgeben. Es hatte wahrscheinlich nie mehr als 1.500 Abonnenten gehabt.

## Inhalt
Auf ihrem Titelblatt versprach die Zeitschrift „wöchentliche Berichte über die wichtigsten Ereignisse und Persönlichkeiten der Gegenwart und die Nachrichten des Tages, des öffentlichen und gesellschaftlichen Lebens, der Wissenschaft und der Kunst.“ Fast während des ganzen Bestehens wurde die Redaktion des Illustreret Nyhedsblad von Paul Botton-Hansen geleitet. Nur von April 1864 bis Juli 1865 amtierte Frederik Bætzmann als Chefredakteur. Botton-Hansen verfasste selbst Rezensionen und Biografien, aber auch Artikel über Wissenschaft, Kunst und Architektur. Seine „Literaturkritiken waren damals hoch angesehen und sind der Nachwelt in Erinnerung geblieben.“ Wissenschaftler wie der Mathematiker Ole Jacob Broch, der Astronom Christopher Hansteen und die Historiker Ludvig Ludvigsen Daae und Henrik Jørgen Huitfeldt-Kaas konnten als fallweise Mitarbeiter gewonnen werden. Auch populäre Themen, wie Berichte über die Pariser Mode und eine Serie norwegischer Kriminalgeschichten, hatten ihren Platz im Nyhedsblad und verliehen der Zeitschrift ihren „doppelten Charakter“ (Aasmund Olavsson Vinje). „Sie war eine seriöse Zeitschrift, die sich an die literarischen, wissenschaftlichen und künstlerischen Kreise des norwegischen Publikums richtete, gleichzeitig aber auch populär und leicht war.“

## Illustrationen

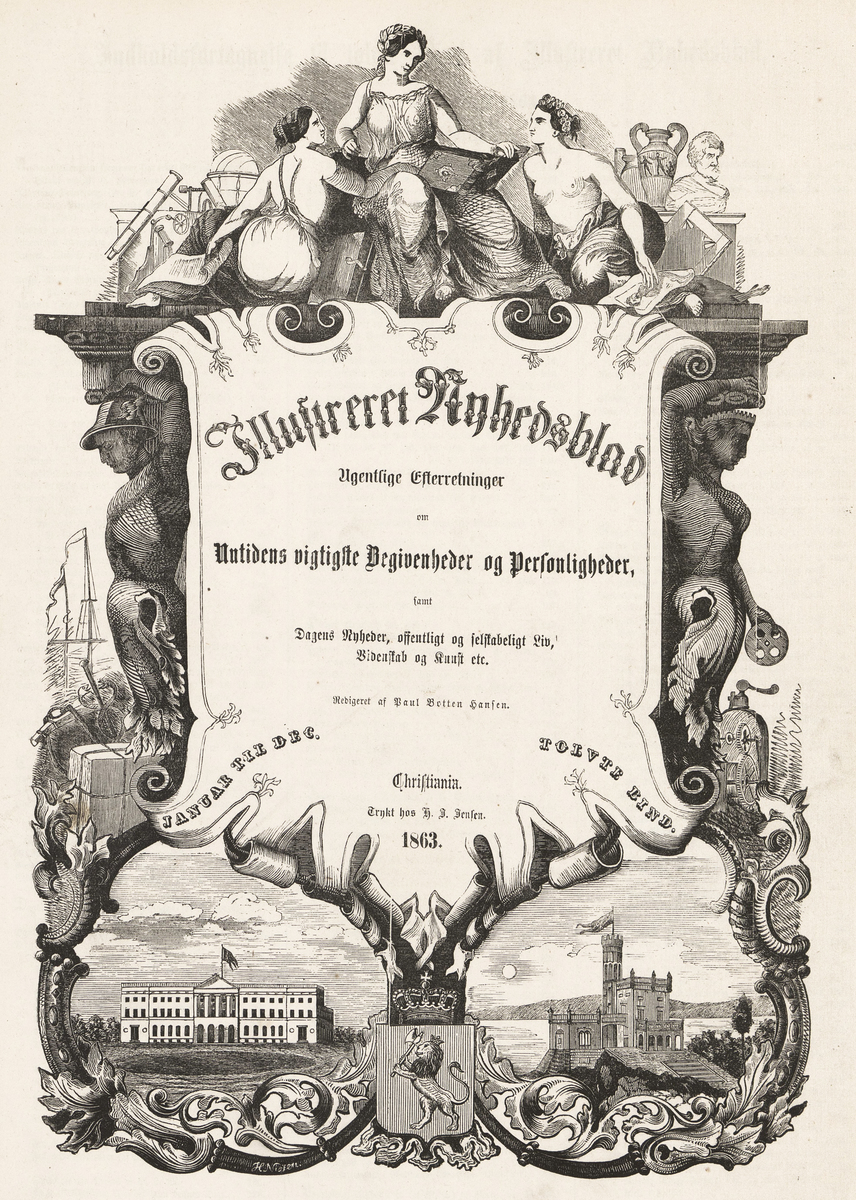
Titelblatt des Jahrgangs 1863. Die Xylographien wurden gemeinsam mit dem Schriftsatz in einem Arbeitsgang gedruckt.

„Die Bilder in der Zeitschrift waren, vor allem bis 1857, dürftig und spärlich, ab 1862 jedoch wurden die Porträts besser, teilweise ausgezeichnet.“ Die Xylographien (Holzschnitte) wurden gemeinsam mit dem Schriftsatz in einem Arbeitsgang gedruckt, was die Herstellung vereinfachte und – im Vergleich zu Kupferstichen – billiger machte. Etliche Illustrationen wurden von ausländischen Zeitschriften wie der Illustrated London News zugekauft, und auch die von einheimischen Künstlern geschnittenen norwegischen Motive lassen die Inspiration durch ausländische Vorbilder erkennen. Den Lesern geboten wurden Porträts, Architekturveduten, Kunstwerke und öffentliche Ereignisse inklusive Brand und Schiffbruch.
Als Jonas Lie die Zeitschrift übernahm, versuchte er durch mehr und bessere Illustrationen die Zahl der Abonnenten zu erhöhen. Dazu holte er Xylographen aus Deutschland, wo diese neue Kunst bereits etabliert war. „Die Leute sind Kinder, die die Welt in Bildern sehen wollen“, schrieb er an Botten-Hansen, und deshalb sei es wichtig, ihnen die richtigen Illustrationen zu geben.

## Fazit
Salmonsens Konversationsleksikon urteilte 1922: „Das Unternehmen florierte finanziell nie, aber es genoss in allen literarischen Kreisen großes Ansehen und hat seinen Wert bis heute bewahrt wie keine andere Zeitschrift in Norwegen. Für das Studium der neueren norwegischen Literatur und Geschichte ist die Zeitschrift noch immer ein unverzichtbares Repertorium.“

## Mitarbeiter
(Auswahl. Quelle: )
- Paul Botten-Hansen (1824–1869), Literaturkritiker, Bibliograph und Bibliothekar
- Ivar Aasen (1813–1896), Sprachforscher, Dialektologe und Dichter
- Peter Christen Asbjørnsen (1812–1885), Schriftsteller, Förster, Wissenschaftler und Sammler norwegischer Märchen
- Bjørnstjerne Bjørnson (1832–1910), Dichter, Literaturnobelpreisträger und Politiker
- Ole Jacob Broch (1818–1889), Wissenschaftler und Politiker
- Ludvig Ludvigsen Daae (1834–1910), Historiker
- Christopher Hansteen (1784–1873), Astronom
- Henrik Jørgen Huitfeldt-Kaas (1834–1905), Genealoge, Heraldiker und Archivar
- Henrik Ibsen (1828–1906), Dramatiker und Lyriker
- Jonas Lie (1833–1908), Schriftsteller und Dramatiker
- Peter Andreas Munch (1810–1863), Historiker
- Oluf Rygh (1833–1899), Historiker, Prähistoriker und Ortsnamensforscher
- Ernst Sars (1835–1917), Historiker
- Aasmund Olavsson Vinje (1818–1870), Dichter und Journalist